# Cranioleuca demissa
Cranioleuca demissa е вид птица от семейство Furnariidae.

## Разпространение
Видът е разпространен в Бразилия, Гвиана и Венецуела.